# Transferencia (fútbol)

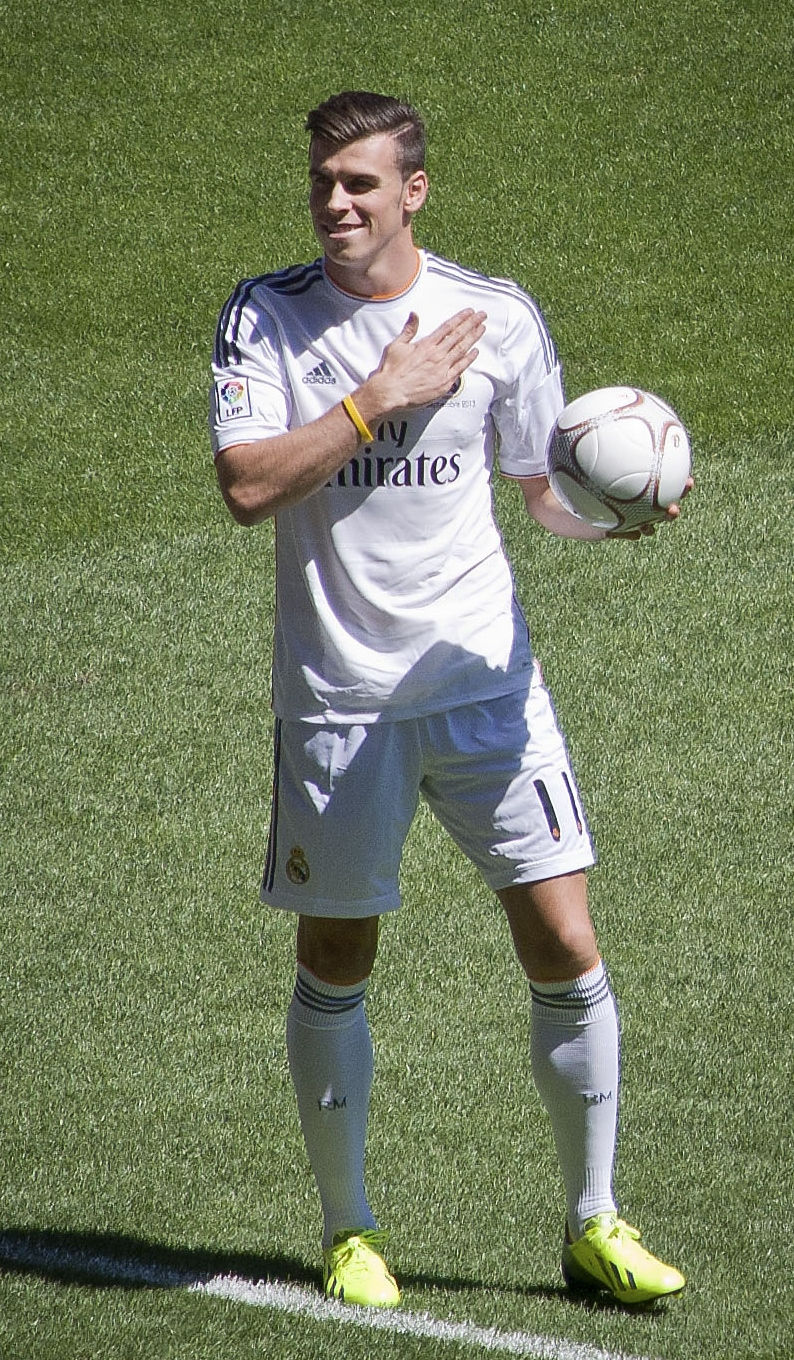
Gareth Bale, primera transferencia de más de 100 millones de euros con bonos.

En el fútbol profesional, una transferencia o fichaje es el término referente a cuando un jugador bajo contrato se mueve entre clubes o bien si es agente libre. En general, un jugador puede ser transferido únicamente durante el mercado de fichajes y de acuerdo a las reglas establecidas por un ente rector del deporte (cumpliendo también los requerimientos de la FIFA). Usualmente un monto de transferencia es acordado como compensación financiera entre el club interesado y el equipo poseedor de los derechos del jugador.
En el ámbito del deporte profesional, las ligas de los distintos deportes cuentan con diferentes requisitos para poder dar de alta a un jugador, aunque normalmente comprenden los siguientes: un acuerdo con el jugador y su representante para el traspaso y la remuneración económica por temporada y por objetivos, un acuerdo con el club anterior, no estar inscrito en ningún otro equipo y haber superado las pruebas médicas del nuevo club.
Los contratos, según la FIFA, el mayor órgano regulador del fútbol asociación, pueden tener una duración de hasta 5 años. Estos son muy diversos en cuánto a lo que pueden comprender. Sin embargo, casi todos tienen algo a lo que se le llama una cláusula de liberación, una parte del contrato en dónde un club establece el monto que debe pagársele para desvincular a un jugador de su actual contrato y que este pueda firmar un nuevo contrato con otro equipo.
Para los clubes, el principal objetivo de incluir una cláusula de liberación es conservar a un jugador en sus filas. Generalmente, se exigen cifras muy elevadas para activar esta cláusula y es un instrumento legal poderoso para desincentivar a otros clubes que quieran hacerse con los servicios de un jugador específico. De esta forma, se ayuda al club para retener al jugador más fácilmente.

## Las cifras más altas del mundo
| Jugador           | Procedencia        | Destino             | Transferencia (en euros) | Año  |
| ----------------- | ------------------ | ------------------- | ------------------------ | ---- |
| Neymar            | F.C. Barcelona     | Paris Saint-Germain | 222 millones             | 2017 |
| Kylian Mbappé     | AS Monaco          | Paris Saint-Germain | 180 millones             | 2018 |
| Philippe Coutinho | Liverpool FC       | F.C. Barcelona      | 135 millones             | 2018 |
| Enzo Fernández    | Benfica Lisboa     | Chelsea FC          | 121 millones             | 2023 |
| João Félix        | Benfica Lisboa     | Atlético de Madrid  | 120 millones             | 2019 |
| Antoine Griezmann | Atlético de Madrid | F.C. Barcelona      | 120 millones             | 2019 |
| Jack Grealish     | Aston Villa        | Manchester City     | 117 millones             | 2021 |
| Declan Rice       | West Ham United    | Arsenal FC          | 117 millones             | 2023 |
| Romelu Lukaku     | Inter de Milán     | Chelsea FC          | 115 millones             | 2021 |
| Paul Pogba        | Juventus de Turín  | Manchester United   | 105 millones             | 2016 |
| Ousmane Dembélé   | Borussia Dortmund  | F.C. Barcelona      | 105 millones             | 2017 |
| Jude Bellingham   | Borussia Dortmund  | Real Madrid         | 103 millones             | 2023 |
| Cristiano Ronaldo | Real Madrid        | Juventus de Turín   | 100 millones             | 2018 |
| Eden Hazard       | Chelsea FC         | Real Madrid         | 100 millones             | 2019 |
| Gareth Bale       | Tottenham Hotspur  | Real Madrid         | 99,7 millones            | 2013 |
| Antony            | Ajax Amsterdam     | Manchester United   | 95 millones              | 2022 |
| Cristiano Ronaldo | Manchester United  | Real Madrid         | 94 millones              | 2009 |
| Gonzalo Higuaín   | Napoli             | Juventus de Turín   | 90 millones              | 2016 |
| Harry Maguire     | Leicester City     | Manchester United   | 87 millones              | 2019 |
| Neymar            | Santos F.C.        | F.C. Barcelona      | 86,2 millones            | 2013 |
| Matthijs de Ligt  | Ajax Amsterdam     | Juventus de Turín   | 85,5 millones            | 2019 |
| Romelu Lukaku     | Everton F.C.       | Manchester United   | 85 millones              | 2017 |
| Jadon Sancho      | Borussia Dortmund  | Manchester United   | 85 millones              | 2021 |
| Virgil van Dijk   | Southampton F.C.   | Liverpool F.C.      | 84 millones              | 2018 |
| Romelu Lukaku     | Manchester United  | Inter de Milán      | 83 millones              | 2019 |
| Luis Suárez       | Liverpool F.C.     | F.C. Barcelona      | 82,5 millones            | 2014 |
| Victor Osimhen    | Lille O.S.C.       | Napoli              | 81,3 millones            | 2020 |
| Wesley Fofana     | Leicester City     | Chelsea FC          | 80,4 millones            | 2022 |
| Kepa Arrizabalaga | Athletic Bilbao    | Chelsea FC          | 80 millones              | 2018 |
| Lucas Hernández   | Atlético de Madrid | Bayern de Múnich    | 80 millones              | 2019 |

     Mayor transferencia de fútbol en el momento de la transferencia